# أيبرالوس
بلدية أيبرالوس (بالإسبانية: Ibrillos)‏، هي إحدى بلديات مقاطعة برغش، التي تقع في منطقة قشتالة وليون، والتي تقع في شمال غرب إسبانيا.
يبلغ عدد سكانها 100 نسمة وفقاً لإحصائية سنة (2002).